# Abierto Mexicano Telcel 2013
Abierto Mexicano TELCEL 2013 — професійний тенісний турнір, що проходив на відкритих кортах з ґрунтовим покриттям. Це був 20-й турнір серед чоловіків і 13-й - серед жінок, що проходив у раках Туру ATP 2013 і Туру WTA 2013. Відбувся в Акапулько (Мексика) з 25 лютого до 2 березня 2013 року.

## Очки і призові

### Нарахування очок
| Дисципліна                 | П   | Ф   | ПФ  | ЧФ | 1/8 | 1/16 | Q   | Q3  | Q2  | Q1  |
| Одиночний розряд, чоловіки | 500 | 300 | 180 | 90 | 45  | 0    | 20  | Н/Д | 10  | 0   |
| Парний розряд, чоловіки    | 500 | 300 | 180 | 90 | 0   | Н/Д  | Н/Д | Н/Д | Н/Д | Н/Д |
| Одиночний розряд, жінки    | 280 | 200 | 130 | 70 | 30  | 1    | 16  | 10  | 6   | 1   |
| Парний розряд, жінки       | 280 | 200 | 130 | 70 | 1   | Н/Д  | Н/Д | Н/Д | Н/Д | Н/Д |

### Призові гроші
| Дисципліна                 | П        | Ф        | ПФ      | ЧФ      | 1/8     | 1/16   | Q3   | Q2   | Q1   |
| Одиночний розряд, чоловіки | $300,000 | $126,000 | $55,500 | $25,750 | $12,250 | $6,400 | Н/Д  | $950 | $525 |
| Парний розряд, чоловіки *  | $86,200  | $38,900  | $18,340 | $8,860  | $4,550  | Н/Д    | Н/Д  | Н/Д  | Н/Д  |
| Одиночний розряд, жінки    | $37,000  | $19,000  | $10,200 | $5,340  | $2,950  | $1,725 | $950 | $700 | $500 |
| Парний розряд, жінки *     | $11,500  | $6,000   | $3,200  | $1,700  | $900    | Н/Д    | Н/Д  | Н/Д  | Н/Д  |

* на пару

## Учасника основної сітки в рамках чоловічого турніру

### Сіяні гравці
| Країна    | Гравець          | Рейтинг1 | Сіяна |
| --------- | ---------------- | -------- | ----- |
| Іспанія   | Давид Феррер     | 4        | 1     |
| Іспанія   | Рафаель Надаль   | 5        | 2     |
| Іспанія   | Ніколас Альмагро | 11       | 3     |
| Швейцарія | Стен Вавринка    | 17       | 4     |
| Австрія   | Юрген Мельцер    | 27       | 5     |
| Бразилія  | Томас Беллуччі   | 38       | 6     |
| Франція   | Бенуа Пер        | 39       | 7     |
| Аргентина | Орасіо Себальйос | 41       | 8     |

- 1 Рейтинг подано станом на 18 лютого 2013.

### Інші учасника
Нижче наведено учасників, які отримали вайлд-кард на участь в основній сітці:
- Daniel Garza
- César Ramírez
- Мігель Ангел Реєс-Варела

Нижче наведено гравців, які пробились в основну сітку через стадію кваліфікації:
- Мартін Алунд
- Душан Лайович
- Вейн Одеснік
- Дієго Шварцман

Учасники, що потрапили до основної сітки як щасливий лузер:
- Антоніо Веїч

### Відмовились від участі
До початку турніру
- Жеремі Шарді
- Хуан Монако (травма долоні)
- Альберт Рамос
- Фернандо Вердаско (травма шиї)

## Учасники основної сітки в парному розряді

### Сіяні пари
| Країна  | Гравець           | Країна    | Гравець        | Рейтинг1 | Сіяні |
| ------- | ----------------- | --------- | -------------- | -------- | ----- |
| Австрія | Александер Пея    | Бразилія  | Бруно Соарес   | 42       | 1     |
| Польща  | Лукаш Кубот       | Іспанія   | Давід Марреро  | 51       | 2     |
| Мексика | Сантьяго Гонсалес | США       | Скотт Ліпскі   | 66       | 3     |
| Австрія | Юрген Мельцер     | Німеччина | Філіпп Пецшнер | 76       | 4     |

- 1 Рейтинг подано станом на 18 лютого 2013.

### Інші учасників
Нижче наведено учасників, які отримали вайлд-кард на участь в основній сітці:
- Miguel Gallardo Valles /  César Ramírez
- Daniel Garza /  Мігель Ангел Реєс-Варела

Наведені нижче пари отримали місце як заміна:
- Потіто Стараче /  Філіппо Воландрі

### Відмовились від участі
До початку турніру
- Жеремі Шарді
- Альберт Рамос
- Фернандо Вердаско (травма шиї)

## Учасниці основної сітки в рамках жіночого турніру

### Сіяні учасниці
| Країна     | Гравчиня             | Рейтинг1 | Сіяна |
| ---------- | -------------------- | -------- | ----- |
| Італія     | Сара Еррані          | 7        | 1     |
| Іспанія    | Карла Суарес Наварро | 28       | 2     |
| Франція    | Алізе Корне          | 36       | 3     |
| Румунія    | Ірина-Камелія Бегу   | 45       | 4     |
| Нідерланди | Кікі Бертенс         | 47       | 5     |
| Італія     | Франческа Ск'явоне   | 53       | 6     |
| Іспанія    | Лурдес Домінгес Ліно | 54       | 7     |
| Швейцарія  | Роміна Опранді       | 57       | 8     |

- 1 Рейтинг подано станом на 18 лютого 2013.

### Інші учасниці
Нижче наведено учасниць, які отримали вайлд-кард на участь в основній сітці:
- Хімена Ермосо
- Франческа Ск'явоне
- Айла Томлянович

Нижче наведено гравчинь, які пробились в основну сітку через стадію кваліфікації:
- Ежені Бушар
- Каталіна Кастаньйо
- Марія Хосе Мартінес Санчес
- Грейс Мін

Як щасливий лузер в основну сітку потрапили такі гравчині:
- Шерон Фічмен

### Відмовились від участі
До початку турніру
- Софія Арвідссон
- Едіна Галловіц-Халл
- Полона Герцог
- Аранча Рус (хворобу шлунково-кишкового тракту)
- Анна Татішвілі
- Віра Звонарьова (травма плеча)

### Знялись
- Ірина-Камелія Бегу
- Марія Тереса Торро Флор

## Учасниці основної сітки в парному розряді

### Сіяні пари
| Країна     | Гравчиня             | Країна  | Гравчиня                   | Рейтинг1 | Сіяна |
| ---------- | -------------------- | ------- | -------------------------- | -------- | ----- |
| Люксембург | Менді Мінелла        | США     | Меган Мултон-Леві          | 144      | 1     |
| Чехія      | Ева Бірнерова        | Чехія   | Рената Ворачова            | 146      | 2     |
| Іспанія    | Інес Феррер Суарес   | Іспанія | Марія Хосе Мартінес Санчес | 164      | 3     |
| Іспанія    | Лурдес Домінгес Ліно | Іспанія | Аранча Парра Сантонха      | 174      | 4     |

- 1 Рейтинг подано станом на 18 лютого 2013.

### Інші учасниці
Нижче наведено учасниць, які отримали вайлд-кард на участь в основній сітці:
- Хімена Ермосо /  Ана Софія Санчес
- Вікторія Родрігес /  Марсела Сакаріас

## Переможці та фіналісти

### Чоловіки. Одиночний розряд
- Рафаель Надаль —  Давид Феррер, 6–0, 6–2

### Одиночний розряд. Жінки
- Сара Еррані —  Карла Суарес Наварро, 6–0, 6–4

### Парний розряд. Чоловіки
- Лукаш Кубот /  Давід Марреро —  Сімоне Болеллі /  Фабіо Фоніні, 7–5, 6–2

### Парний розряд. Жінки
- Лурдес Домінгес Ліно /  Аранча Парра Сантонха —  Каталіна Кастаньйо /  Маріана дуке-Маріньйо, 6–4, 7–6(7–1)